# Зелёный меченосец
(Зелёный) мечено́сец (меченосец Геллера, лат. Xiphophorus hellerii) — вид живородящих лучепёрых рыб семейства пецилиевых. Меченосцы — популярные аквариумные рыбы.
В дикой природе обитает зелёный меченосец (Xiphophorus helleri), который в искусственных условиях легко скрещивается с другим видом того же рода — обыкновенной пецилией (Xiphophorus maculatus). Полученные гибридные формы: чёрные, красные, лимонные, красно-крапчатые также называют меченосцами.
При перенаселении аквариума самками, меченосцы меняют пол. У самок отрастает конический «меч» хвостового плавника и половой орган. Потомство от пары самка + бывшая самка почти на 80—90 % состоит из особей женского пола.

## Внешний вид
- Дикие формы: длина тела самцов до 8 см, самок — до 12 см. У самцов нижняя часть хвостового плавника образует своеобразный вырост — меч (отсюда название); окраска: на серовато-оливковом фоне продольная красная полоса и параллельно ещё несколько красноватых полосок. Самки бледнее. Самец имеет гоноподий — преобразованный в половой орган анальный плавник.
- Гибридные формы: могут быть чёрного, красного, лимонного, и других цветов.

Самцы и самки не сильно отличаются, по окраске они одинаковы. Самца можно отличить по мечу в нижней части хвоста и гоноподию.

## Ареал
Представители рода Xiphophorus населяют водоёмы Центральной Америки — в основном прилегающих к атлантическому побережью областей Мексики, Гватемалы, Гондураса. Они встречаются как в горных реках с бурным течением, так и в их низовьях, а также в озёрах, болотах, лагунах.

## Аквариумистика
Условия содержания:
- Температура воды: 22—26 °C. Хорошо переносит понижение температуры до 15 °C.
- Жёсткость воды: 8—25 °dH
- Кислотность воды: pH 7—8
- Корм: живой (трубочник, мотыль, коретра, дафния, циклоп), хлопья, консервированный. Хорошо переносит долгие интервалы между кормлениями, в особенности если в аквариуме присутствуют живые растения, так как может питаться различными водорослями, которые нарастают на листьях высших растений и стенках аквариума.
- Аэрация воды желательна. Однако при не перенаселенном аквариуме хорошо переносит отсутствие аэрации.